# Slavekraton

Opbouw van het Noord-Amerikaans kraton met het Slavekraton in het noordwesten. Platformen, de gebieden waar het Precambrium bedekt is met jongere gesteenten, zijn gearceerd. Jongere geologische provincies hebben een lichtere kleur; oudere provincies zijn donkerder. De Archeïsche kernen van het kraton zijn donkerroze. In het zuiden is het kraton in de loop van het Proterozoïcum geleidelijk gegroeid door continentale accretie.

Het Slavekraton of de Slaveprovincie (Engels: Slave Craton of Slave Province) is een zeer oud stuk van de aardkorst in het noordwesten van Canada. Het is onderdeel van het Noord-Amerikaans Kraton en grotendeels onderdeel van het Canadees Schild. Het Slavekraton is voornamelijk ontstaan in het Archeïcum, ongeveer 2,5 tot 3,8 miljard jaar geleden. Onder de verschillende terreinen van het kraton is de Acasta Gneiss, het oudst bekende gesteente ter wereld. Lood-looddateringen van dit gesteente geven ouderdommen tot maximaal 4,03 miljard jaar.

## Geologie

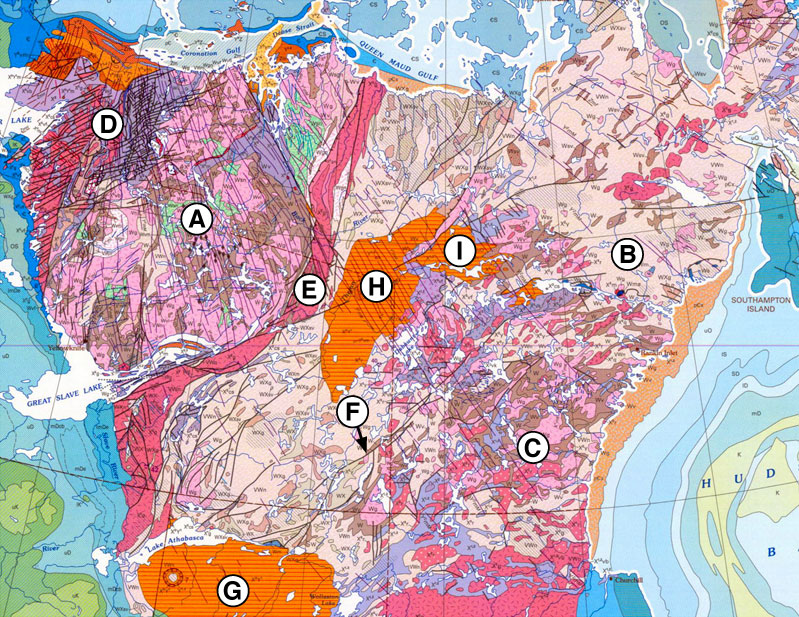
Geologische overzichtskaart van het noordwesten van het Canadees Schild. De Slave (A), Rae (B) en Hearnekratons (C) zijn Archeïsche blokken, die worden gescheiden en deels bedekt door Proterozoïsche gordels en bekkens. D = Wopmay; E = Taltson-Thelon; F = Snowbird; G = Athabascabekken, H = Thelonbekken, I = Bakerbekken.

Het Slavekraton ligt tussen het Great Slave Lake in het zuiden en de Noordelijke IJszee. In het westen wordt het begrensd door de Wopmaygordel van sterk vervormd gesteente. Het kraton beslaat ongeveer 190.000 km² en het loopt mogelijk door onder de eilanden Victoria en Banks in de Noordelijke IJszee. In het oosten wordt het Slavekraton gescheiden van het Raekraton door de Taltson-Thelongordel.
Ongeveer 40% van het kraton bestaat uit "suprakrustaal" gesteente: gesteente uit het bovenste deel van de korst. Het zijn zowel vulkanische als sedimentaire gesteentes, waaronder verschillende soorten lava en turbidiet. Turbidieten zijn kenmerkend voor de continentale helling, de rand van een continent in diep oceaanwater. De lava's zijn tussen 2,72 en 2,65 miljard jaar oud. Deze opeenvolging wordt geïntrudeerd door graniet-achtige batholieten met een ouderdom tussen de 2,58 en 2,67 miljard jaar.
De oudste gesteentes liggen in het westen van het kraton. De Acasta Gneiss heeft de amfiboliet-facies, wat betekent dat het oorspronkelijk diep in de korst ontstond. De gneis heeft wisselend felsische, intermediaire of mafische samenstelling. Felsische delen bestaan voornamelijk uit tonaliet, trondhjemiet, granodioriet en graniet, maar andere delen hebben de samenstelling van gabbro, dioriet of amfiboliet. De Amerikaanse geoloog Samuel Bowring en zijn collega's ontdekten in de jaren 1980 door uranium-looddatering van zirkonen dat de Acasta Gneiss ouder dan 3,5 miljard jaar is. Nader onderzoek wees uit dat de oudste groep zirkonen in het gesteente tussen de 4,03 en 3,94 miljard jaar oud is. Die ouderdom is waarschijnlijk het moment waarop de eerste tonalieten intrudeerden en stolden, waaruit later de gneis ontstond. Dit is belangrijk bewijs dat er rond 4 miljard jaar geleden al continentale korst bestond op Aarde. Een in de gneis gevonden xenocryst van zirkoon gaf zelfs een ouderdom van 4,2 miljard jaar. Dit is het oudste buiten Australië gevonden bewijs voor het bestaan van aardkorst in het Hadeïcum.
De Acasta Gneiss bevat op sommige plekken suprakrustale fragmenten, waarmee de relatie niet geheel duidelijk is. Waarschijnlijk vormde het westelijk deel van het Slavekraton een bekken in het voorland van het Wopmay-orogeen.
Het Slavekraton is maar een fractie ouder dan de Superior- en Noord-Atlantische kratons, waarin ook ouderdommen boven 3,8 miljard jaar gemeten zijn. In het Australische Yilgarnkraton zijn (detritische) zirkonen met een ouderdom van 4,4 miljard jaar gevonden, de oudst bekende op Aarde gevormde kristallen.